# Ta teden z Juretom Godlerjem
Ta teden z Juretom Godlerjem, pogosto okrajšano kot Ta teden, je slovenska satirična oddaja, ki je na sporedu vsak petek zvečer s ponovitvijo v soboto zvečer na Planet TV. Gre za eno uro (prej pol ure) dolgo oddajo, ki je bila prvič predvajana 16. marca 2015. Vodi jo slovenski voditelj in pisatelj Jure Godler. 
Po formatu je Ta teden soroden ameriškim satiričnim oddajam ko sta The Daily Show with Jon Stewart ali Last Week Tonight with John Oliver. Vsebina oddaje pretežno vključuje satirično obravnavo aktualnih dogodkov, novic in politike preteklega tedna.

## Format
V oddaji voditelj Jure Godler sedi za mizo pred sivim (prej modrim) ozadjem, na katerem sta upodobljena Eifflov stolp in Ljubljanski zmaj in poroča o tedenskih novicah ali političnih temah. Vsaka epizoda je sestavljena iz krajših segmentov, ki so včasih med seboj tudi tematsko povezani. Godler v svojo predstavitev vnaša humor, interpretacijo, imitacije in komentarje; vključno s pretiravanji, satiričnimi analogijami in referencami na pop kulturo ter slavne ljudi.
V levem kotu zgoraj je med komentiranjem grafika, ki informira gledalca ali nadgradi humor. Pripovedovanje prekinjajo krajši izseki iz novic (ki so zaradi avtorskih pravic skoraj izključno prevzeti iz dnevnoinformativne oddaje Danes ali Planet 18), občasno pa tudi posebni prispevki, ki na šaljiv način prikažejo zapletene teme, parodirajo obstoječe posnetke ali pa v stilu filmskega napovednika komentirajo aktualne teme.
Prvotno je oddaja trajala 30 minut, od 19. sezone dalje pa je dolga eno uro. Od 19. sezone dalje je v oddaji prav tako nov segment Vis-à-vis, v katerem Godler v intimnem pogovoru gosti znane Slovence.

### Scenaristi
Seznam piscev oddaje poleg Jureta Godlerja:
- Sašo Braz – Janez Ivan Novak (2015 – 2017)
- Tilen Artač (2015 – 2017)
- Jernej Celec (2018 – 2021)
- Jan Kreuzer (2019 – 2021)
- Rok Bohinc (2021 – 2022)
- Beno Stare – Beno (2021 – 2023)
- Matevž Baloh – dr. Fakin Sajko (2022 – 2023)
- Luka Korenčič – Luki (2024– )
- Marko Žerjal (2019 – 2021; 2024– )

## Predvajanje
| Sezona | Sezona | Epizode | Začetek sezone     | Konec sezone      | Dan           |
| ------ | ------ | ------- | ------------------ | ----------------- | ------------- |
|        | 1      | 13      | 26. marec 2015     | 18. junij 2015    | četrtek       |
|        | 2      | 17      | 3. september 2015  | 24. december 2015 | četrtek       |
|        | 3      | 18      | 11. februar 2016   | 9. junij 2016     | četrtek       |
|        | 4      | 17      | 8. september 2016  | 29. december 2016 | četrtek       |
|        | 5      | 13      | 2. marec 2017      | 25. maj 2017      | četrtek       |
|        | 6      | 10      | 13. oktober 2017   | 15. december 2017 | petek         |
|        | 7      | 12      | 23. marec 2018     | 8. junij 2018     | petek         |
|        | 8      | 11      | 24. september 2018 | 3. december 2018  | ponedeljek    |
|        | 9      | 17      | 14. februar 2019   | 6. junij 2019     | četrtek       |
|        | 10     | 16      | 28. avgust 2019    | 11. december 2019 | sreda         |
|        | 11     | 15      | 21. februar 2020   | 29. maj 2020      | petek         |
|        | 12     | 15      | 4. september 2020  | 11. december 2020 | petek         |
|        | 13     | 16      | 19. februar 2021   | 4. junij 2021     | petek         |
|        | 14     | 15      | 3. september 2021  | 10. december 2021 | petek         |
|        | 15     | 13      | 4. marec 2022      | 27. maj 2022      | petek         |
|        | 16     | 15      | 9. september 2022  | 30. december 2022 | četrtek petek |
|        | 17     | 13      | 23. februar 2023   | 19. maj 2023      | četrtek petek |
|        | 18     | 14      | 15. september 2023 | 15. december 2023 | petek         |
|        | 19     | 13      | 15. marec 2024     | 7. junij 2024     | petek         |
|        | 20     | 12      | 6. september 2024  | 22. november 2024 | petek         |
|        | 21     |         | 7. marec 2025      |                   | petek         |